# Народная партия Арубы
Народная партия Арубы (нидерл. Arubaanse Volkspartij; папьям. Partido di Pueblo Arubano) — христианская демократическая политическая партия Арубы, основанная в 1942 году. Акроним названия партии на нидерландском языке — AVP.
На выборах 2001 года, состоявшихся 28 сентября, партия набрала 26, 7 % голосов или 6 из 21 места. На выборах, состоявшихся 23 сентября 2005 года, партия получила 28 % голосов или 8 из 21 места, что превратило её в крупнейшую оппозиционную партию. На выборах, состоявшихся 25 сентября 2009 года, партия получила 48 % голосов или 12 из 21 места.
В 2013 году Народная партия Арубы во второй раз подряд выиграла выборы.
22 сентября 2017 года Народная партия Арубы в третий раз подряд выиграла выборы в парламент.